# Michael Winterbottom
Michael Winterbottom, född den 29 mars 1961 i Blackburn, är en brittisk filmregissör. 
Winterbottom har en mycket hög produktionstakt och många av hans filmer utspelar sig i andra länder än Storbritannien, såsom Bosnien och Hercegovina, Pakistan och Kuba. Han arbetar ofta med filmförfattaren Frank Cottrell Boyce som skrivit sex av hans filmer, inklusive de uppmärksammade Väkommen till Sarajevo och 24 Hour Party People. 
Winterbottom har prisats för flera av sina filmer och vann bland annat Guldbjörnen samt en BAFTA Award för In This World (2002). 2006 vann han Silverbjörnen för The Road to Guantánamo (2006). Han har tre gånger nominerats till Guldpalmen; 1997 för Välkommen till Sarajevo, 1999 för Wonderland och 2002 för 24 Hour Party People. 2003 nominerades han till Guldlejonet för Code 46.
Han har två barn tillsammans med sin tidigare hustru, författaren Sabrina Broadbent.

## Filmografi
- 1994 – Family (TV-serie)
- 1995 – Fjärilskyssar
- 1995 – Go Now
- 1996 – Jude
- 1997 – Välkommen till Sarajevo
- 1998 – I Want You
- 1999 – Med liv och lust
- 1999 – Wonderland
- 2000 – The Claim
- 2002 – 24 Hour Party People
- 2002 – In This World
- 2003 – Code 46
- 2004 – 9 Songs
- 2005 – Tristram Shandy
- 2006 – The Road to Guantánamo
- 2007 – A Mighty Heart
- 2008 – Genova
- 2009 – The Shock Doctrine
- 2010 – The Killer Inside Me
- 2010–2014 – The Trip (TV-serie)
- 2011 – Trishna
- 2012 – Everyday
- 2013 – The Look of Love
- 2014 – The Trip to Italy
- 2014 – The Face of an Angel
- 2015 – The Emperor's New Clothes (dokumentär)
- 2016 – On the Road
- 2017 – The Trip to Spain
- 2018 – The Wedding Guest